# How the Office Boy Saw the Ball Game
How Brown Saw the Baseball Game é um filme de curta-metragem de comédia produzido nos Estados Unidos em 1906 e distribuído pela Edison Studios. O filme conta a história de um empregado de escritório esgueirando-se do seu local de trabalho para assistir a um jogo de beisebol apenas para descobrir seu empregador em um assento nas proximidades. Historiadores do cinema notaram semelhanças entre o enredo do filme e de outro curta, How Brown Saw the Baseball Game, lançado no ano seguinte.